# Rock, Paper, Shotgun
『Rock, Paper, Shotgun』（ロックペーパーショットガン、RPS）は、主にパーソナルコンピュータ対応のコンピュータゲームに関する記事を提供する、イギリスを拠点とするウェブサイト。2007年7月13日に設立されたRock, Paper, Shotgunは、2017年5月に『Eurogamer』を所有するGamer Networkによって買収された。